# Proctoporus guentheri
Proctoporus guentheri — вид ящірок родини гімнофтальмових (Gymnophthalmidae). Мешкає в Перу і Болівії.

## Поширення і екологія
Proctoporus guentheri мешкають на східних схилах Анд в центральному і південному Перу та в Болівії. Вони живуть у вологих лісах Юнги і на полях. Зустрічаються на висоті від 1000 до 3200 м над рівнем моря.